# 中國漢語方言保護
中國漢語方言保護主要指在中國大陸漢語變體地區，號召保护方言的民間自发語言復興運動。目的是改變各地因推廣普通話，方言母语環境急剧衰落，方言瀕臨灭绝的现状，並呼吁官方保護以方言为载体的戏曲曲艺和民間文學等非物质文化遗产，避免其永久消失。
聯合國《公民權利和政治權利國際公約》第27條表明語言上的「少數人」同樣享有「使用自己的語言的權利」。
由于保护传承，发扬方言的行动中国官方不予插手支持，目前大部分的保護方案仍停留在討論階段以及小規模的民間組織活動，且官方电视媒体几乎没有报道地方保护方言的新闻事件，整體亦缺乏沟通交流，可以说保護方言的行動目前来讲不是太有效。

## 漢語方言的概念與起源
漢語在中國歷史上分為標準語和方言兩種，標準語即官話，而方言一般指汉族内部的地方性语言。由古代中原開始土地擴展，地域间相互溝通逐漸應用一統的官話與書面文，而民間各地方语言歷史上一直相對維持各自差别。故各地方语言相差甚远，音素、音调、语法、常用词汇常常截然不同。
在中国现代七大汉语地方语言中，北方地方语言可以看成是古漢语经过数千年在广大北方地区发展起来的，而其余地方语言则是北方居民在历史上不断南迁逐步形成的。在早期的广大江南地区，主要是古越族的居住地，他们使用古越语，与古汉语相差很远，不能通话。后来，北方的汉人曾有几次大规模的南下，带来不同时期的北方古汉语，分散到江南各地区，于是逐步形成现在彼此明显不同的六大地方语言。现各地方语言之间差异究其原因有三：一是北方汉语与南方古越语在彼此接触之前，其内部就有各自的地区性语言；二是北方汉语南下的时间不同，自然汉语本身就不相同；三是南方各地方语言分别在一定独特环境中发展。
当前中国语言学界对现代汉语方言划分的意见还未完全一致，大多数人的意见认为现代汉语有七大方言。方言可粗略分为吴语、闽语、粤语、客语、湘语、赣语、晋语等多个语族。而仅仅在北方官话，就可以细分出胶辽、冀鲁、东北、中原、幽燕等分支。七大地方语言分別為：
- 官話
- 吳語
- 客家語
- 閩語[3]
- 粵語
- 湘語
- 贛語

不同的地方语言一般也是大多数汉族民众的各自母语，是各自地方的亲情、乡情的维系纽带。贺知章的名篇《回乡偶书》“少小离家老大回，乡音未改鬓毛衰。儿童相见不相识，笑问客从何处来”被千古传诵。
不同的地方语言是中国丰富口头文学的载体，中国的各种戏曲和曲艺形式大多依赖各自地方语言而生存。
语言学界常用相互理解性来区分方言和语言，即：当双方使用者互相不能明白对方说什么时，他们使用的就是不同的语言（language），而非同种语言的方言（dialect）；如果能够互相明白对方说什么，只是口音不同，就称为方言。依照相互理解性的標準，汉语族的方言连续体应被划分为多种语言。但包括中國官方、一些西方漢學家在內的許多人出於傳統、政治、民族和文化上的考慮，認為現代漢語是單一語言，而粵語、吳語、閩南語等只是現代漢語的方言。由於語言和方言的界定并不明朗，漢語方言的地位仍然受到爭議。本文統一使用「方言」一詞。

## 通用语与方言
历朝历代均曾经推行民族通用语音，最早是“雅言通语”。明以南京話作為國語，清中葉以後则以北京話作為國語。
但直到普通话推广之前，中国的汉族民众仍长期以方言为母语。
持续到民国年间的白話文運動以北方官話的書面語口語化。此後中華人民共和國皆以北方官話发音作為國家语言標準。
有人认为，北方官話只是黄河下游地区的通用方言，无法替代各種方言，尤其无法替代长江、珠江流域的南方方言。各地方言口语无法用普通话直接记录，「口不同文」的情況日益明顯，使之後各種方言衹能以口語的形式言傳，或改為用官話的方式記錄，表达嚴重失真。
中華人民共和國在建國後，為了方便南北交流，積極推廣普通話以及推行簡化字，並急於統一全國語言及掃除文盲，普通話及簡化字把方言詞彙及方言字定為不規範而刪除，而衹保留北方話字及詞匯。由於政治運動不斷發生，人口流動性低，推廣普通話無法伸展到南方省份。改革開放後，中央政府推普力度加強，首先在學校、政府、公共場所等地方開展，方言影響力逐漸降低。加上北方報刊的輿論壓力，在南方地區實行普通話教學以取代本地語言教學，本地人接受方言教育的權利被剝奪。廣東由於外來人口激增而出現了「普通話城市」（如深圳）。另外，鑒於中國大陸對少数民族的優惠政策，推廣普通話並沒有擴展到少數民族當中。亦令民眾覺得，推廣普通話衹是為了消滅這些方言地區人士的優越感。
在对公众影响最大的电视、广播、电影等有声媒体中，中国政府强行规定只能用普通话，方言基本被禁用。部分西部城市出現了方言節目而受到歡迎，但隨即受到廣電總局指其趣味性極低而遭封殺。只有台湾使用的闽南语、香港使用的粤语例外。
亦有人认为，普通话是汉民族的共同语和中国的国家共同语，推广国家共同语是工业化和信息化的需要，有利于各地民众交流，应当肯定。

## 地方語言教學的不平等現象
中國大陸的正規學校都是使用官方定义的“現代標準漢語”教育，對讀音有嚴格要求，所以大眾都必然要遵守其規範。新中國成立後改革開放前，中國大部分地方學母語通常以本地方言學習，但改革開放後，中國官方加大了推普的力度，號令一直以來各地方學母語用本地方言音學習的方式今後一律廢止，全國學習母語只能使用普通話，而被中國官方承認的部分少數民族語言（如內蒙古的蒙古語、新疆的維吾爾語、西藏的藏語等），可以同時實行雙語教育。而方言則不同，正規學校都不設正規方言課程，甚至有學校規定其他時間亦不能使用。地方人民要學習自己的母语，一般只是從家庭、朋友或者公共廣播來認識，然而這些讀音都令學習者帶有一種不確切感，很多方言特有的詞彙不能輕易說出來，只能靠普通話表達。方言發展只視乎社會發達情況，例如廣東珠三角地區因經濟發展快速，再加上鄰近香港，香港的粵語娛樂流行在國內火熱，才間接令粵語傳播廣泛。

## 地方傳統藝術濒危
在推普力度逐漸強化、以普通話為媒介的电视及流行歌曲的冲击下，地方語言空間縮窄，导致口头艺术濒危，中国目前境內以地方語言为基础的大部分戏曲、曲艺迅速趨向衰落，大部分已经濒危或实际消失。导致这一现象的另一原因是文革時当局对传统的割裂，将传统艺术当“封资修”批判，在近幾年政府學界才對此有所重视。
- 粵港澳：粵劇、粵曲、講古、潮剧、潮州歌册、雷劇
- 閩地區：閩劇、伬藝、評話、薌劇、高甲戲、梨園戲、泉州南音、琼劇
- 江浙滬：越劇、沪剧 、昆曲、白局
- 四川平原：川剧、评书

## 各方態度

### 地方主義
中國有部分官方學者認為，方言是人類溝通的隔離牆，保護方言是個人主義、地方主義，保護方言是一個無稽的口號，衹是用於抵制推廣普通話，方言保護注定失敗。由於各地的普及工作仍未到位，因此推普工作仍需在各個方言區加強。廣東地區的推普工作難以進行，是因為當地民眾有相當嚴重的地方主義，排外的風氣嚴重。

### 普通話、國語不是母語
現代標準漢語（普通話、國語、華語）是由北京話的語音加上白話文詞彙融合而成的新語言，即人造標準語。即使到了2004年，也僅有少數人口是以普通話為母語。

### 外来移民不能合理溝通
方言区的外地人口常常为成年人，学习方言有困难，多只能以普通話與本地人溝通。又由于工作生活压力大，流动性强，常常缺乏學習當地方言的积极性。外來工子女在课堂上只需要听说普通话。很多外地人在工作時通常使用普通話，與老鄉交流一般使用自己的家鄉話。有些大學生衹在當地學習，畢業後可能再到其他地方就業，同样缺乏學習本地方言的动力。
外地人日常認為自己難以與當地融合，又覺得當地人排斥外地人。本地人覺得外地人雖然久居於此，但對本地毫無感情，最基本的禮儀「入鄉隨俗」都沒有做到，自然難以建立信任。随着居住當地日久後，並对当地文化有所了解，外地人会逐渐发现学习方言有利于融入当地文化圈。

### 外国人学习中文
政府、學校鼓勵學生使用普通話，教師在學校教育的都是使用普通話。隨著电视媒体的普及，流行歌曲的侵入，使廣東粵曲、粵劇的传统听众人群急剧减少。

### 欠发达地区普通话仍需普及
经济发达地区由於官方强制推广，普通話普及率高、經濟發達，方言影響力大幅度下降，因此有方言保護的呼聲浮現。有人认为，目前的主要任務應是向西北部欠發展地區推廣普通話。

### 官方态度的转变
2019年，在联合国教科文组织在湖南岳麓举行的以“语言多样性对于构建人类命运共同体的作用”为主题的首届世界语言资源保护大会之后，《岳麓宣言》作为联合国教科文组织重要永久性文件成功发表。中国国务院教育部其后颁布了《教育部办公厅关于部署中国语言资源保护工程——2019年度汉语方言调查及中国语言资源集编制工作的通知》，明确了方言保护政策，建立了语保网站（语言保护工程于2015年启动），开始有秩序地采集方言，土话，境内小语种，少数民族语言的声音档案，并制定了《中国语言资源保护工程汉语方言调查项目2019年立项计划》（简称2019年立项计划）。
2021年，正式官方确认保护科学保护方言、少数民族的语言文字工作。

## 地方語言保護運動

### 江淮官話地區

#### 南京
南京話和普通話同屬官話，差異較小。但是南京話保留入聲，讀古典詩詞更符合平仄押韻。而正由於南京話和普通話差異較小，也更容易被普通話拐跑，比如一些年輕的南京人受普通話影響，讀“歷”不再如入聲字“力”，而是讀如去聲字“利”。還有些字的南京話讀音和普通話差距很大，因為南京話在繼承唐代中古音上有更嚴格的規律。比如“綠”和“錄”同音，唐代中古音就是這麽記載的。可是很多年輕人受普通話影響，讀“綠”如去聲字“慮”，而不再如入聲字“錄”。出於保護南京話，有人依據《廣韻》中古音到現代南京話的演變規律，製作了數萬漢字的南京話正音。南京官話拼音輸入法也已問世。

#### 合肥
合肥話相較於南京話來說，與北方官話的差異更大。在很多合肥人的刻板印象中，合肥話一直有著“很土”的形象，因此幼兒、學生並不受鼓勵學習合肥話。大多數合肥市區年輕人從小講普通話長大，因而年輕人所說的合肥話十分不地道，发音、用词等各方面都受到普通话非常大的影响。例如“六”被讀作“niu”，而正確的讀音應該是入声“luh”；“六谷”被普通话的“玉米”代替。正宗的合肥話則存在於郊縣、市區的中老年人口中。合肥方言與皖北、皖南各地方言皆差異甚巨，而合肥又是一座由安徽各地人口組成的城市，因此合肥話更加式微。隨著郊縣的城市化進程，合肥方言岌岌可危。

### 吳語地區

#### 上海
上海話的語言環境受到外來人口增加而萎縮，在过去的几十年中不断衰落，不少青少年的沪语方言显得很“洋泾浜”（不正宗），总体上已经到需要抢救的时候。
民間有识人士积极参与方言保護，製作出上海話拉丁化方案。2012年9月初的新學期，首部小學滬語教材《小學生學說上海話》進入校園。2014年2月27日，中国福利会少年宫和上海市科技艺术教育中心启动了“上海小囡话上海”——2014年“美丽中华魅力上海”上海青少年沪语传承系列活动，通過讲座、青少年语知识竞赛、“沪语小达人”海選等活動讓新上海人们認識上海话。

#### 杭州
目前，杭州话在浙江省杭州市也不容乐观，自从推广普通话的政策影响下，导致出现小孩子不会讲杭州话的现象。后来在最近3年，杭州的一些小学也开展了杭州话兴趣课。该学校之举引起了大范围的讨论，该学校开展此课程的原因是考虑有三点：一是会说杭州话的孩子不多；二是文化融合中，对地方文化，方言作为一种非物质遗产，应该得到保护；三是我们能做的，就是在兴趣课里将它加以提倡。其中杭州话教授滕军霞还想，课堂完全可以不拘于形式，比如开进社区里，请老杭州来互动，必定能增强教授效果。

### 闽語地區

#### 福建
2025年，福建省教育廳、福建省語言文字工作委員會印發《關於加強福建方言保護傳承工作的通知》，要求各地各校充分認識保護傳承方言及其承載文化的重要意義，進一步加強福建方言保護工作。但隨後官方公眾號又刪除了這一條條新聞消息。

##### 閩都
上世纪80年代开始，福州市的学校采取各类措施，禁止学生使用福州话，如对使用普通话的学生发放“讲普通话票”，体罚使用福州话的学生等。但近几年来政府态度有所转变，开始允许部分学校开设福州话特色课程。
2008年，福州電視台開設《攀講》栏目，節目使用閩語福州話。
调查显示，2018年，福州市能够熟练使用福州话的年轻人不到13.4%。
有民间团体积极开展福州话保育工作。福州话保育团体“真鸟囝”开发了福州话在线词典与福州话输入法，完善了福州话拼音系统。民间团体在福州积极开展方言保护相关活动，如举办福州话线上测试，在中学自发进行福州话教学等。2006年，民间团体开始闽东语维基百科项目，对福州话保育工作起到了重要作用。
從2020開始起，福州市教育就發布《福州市教育局关于进一步加强校园传承福州方言的通知》，至此開始閩語福州話的保護就逐漸展開工作。甚至已經有學校開始發放關於閩語福州話的教科書出版提供學習，並在各所學校開展閩語福州話的教學課程。

##### 漳泉
2007年6月，中華人民共和國國務院批准成立閩南文化生態保護區，成為中國大陸首個國家級文化生態保護區。廈門在2010年3月在其18所小學和10所幼兒園成立閩南語教學試點，發放閩南語教材，對學生進行有關閩南語的教育，包括讀音、俗語、歷史等。2011年3月5日在廈門實驗小學開設閩南語日活動，鼓勵學生學習閩南文化。
2005年2月1日启播的厦门卫视，前身是海峡卫视，是作为承担中国共产党对臺灣的政治宣传任务而批准设置的城市级方言卫星电视台，以廈門腔闽南语节目为主。经广电总局批准，从2013年5月开始，厦门卫视可在中国大陆的北京、天津、山东、上海、江苏、浙江、江西、福建和广东九省市落地。

### 粤語地區

#### 廣東
广东有三大漢語變體：粵語（包括廣府話）、閩語（包括潮州话）、客家語。粵語是普通話外相比其他方言中较为強勢的方言，但同時在國內受到的打壓亦是最為嚴重。由於珠三角地区外地人口的不受控湧入，先是出現普通話城市，廣西粵語因1996年推普运动后被过度邊緣化，廣東粵語城市不斷萎縮。客潮外省的打工者只想赚钱不想学粤语入乡随俗为普遍现象。越來越多本地兒童不會唱粵語兒歌。文革后出生的年轻父母常常認為這些舊兒歌與現代社會不相襯，自己不會唱也不愿意教育子女唱方言兒歌。这一觀念導致方言兒歌在創作及傳承上難以为繼。
在珠三角地區，1988年因考慮到鄰近港澳，要與香港電視節目競爭，加強「政治宣傳」，當局才特別批准廣州電視台和廣東電視珠江台使用粵語廣州話，而並不是出於對本土文化、語言、生活習慣等範疇保育與傳承的考慮。广东省级频道在行政命令上只有广州话频道而无潮州话、客家话频道的狀況，也没有广东其他地区（石歧话、阳江话、台山话等）地方粤语口音频道，使潮州话、客家话受到双重挤压，境况更加窘迫。原通行客家话的韶关市区目前已被粤语和普通话侵蚀，汕尾城区亦有此类倾向。在网络上亦有大量网民呼吁广东省當局能做到族群方言平等，开设潮州话、客家话的省级频道。广东的电视台虽然可以粤语广播，但未允许少儿类频道使用粤语广播（如广东少儿、嘉佳卡通一直以来只有普通话为主的广播）这一点也导致一些本地儿童因长期收看普通话少儿频道而导致逐渐丧失粤语环境而导致说粤语说的不地道。
隨著外地人口增加而導致比例不平衡，再加上部分幼稚園、小學禁止學生在學校講方言，很多方言城市都出現「普通話社區」。政府、學校、電台、電視、公共場所等紛紛改為使用普通話。有人認為本地方言受到普通話的壓迫，而在網絡上組成方言保護組織。同時有不少學者及電視主持人公開支持保護粵語、潮州话、客家话。2010年7月25日，廣州江南西站發生捍衞粵語行動，同年8月1日再次在北京路和烈士陵园爆發遊行，引起廣泛關注。
广州市越秀区先烈中路小学在2008年首创每周一天“广州话日”，以扫除“粤语盲”，措施是周五除上课和早读外，下课时间一律讲广州话，普通话这一天也不能超过20句。同样位于广州市的华南师范大学附属小学在2020年起也创办类似活动，命名为“粤语日”，时间则定在周四。有民众认为，“粤语日”固然有利于本土方言保育，但亦有沦为形式主义的可能。
2014年2月，珠海博爱幼儿园（是公立幼儿园）首開粵語教學，多数家长表示支持，但也有不少家长认为会增大孩子的学习压力。园长陈守红表示希望让孩子从小了解岭南文化，接下来會计划将粤语作为教学课题立项。2017年，广州五羊小学则推出第一本校本粵語教材《粵讀羊城》用于教学，同时學校还開展多种不同類型的粵語實驗課程，本地民众对此普遍持欢迎态度，但有外省网民认为此举拒绝接受国家通用语教育无疑鼓吹“粤独”，系分裂国家，阻碍国家“语言统一”行为。
2020年11月，广州市白云区执信中学水荫路校区，开设了粤语选修课，鼓励外来人口融入广州，并做了传承的好头。
在广东省其他使用粤语的地区，由于受到广州话和普通话的双重挤压，越来越少的当地居民在日常生活中选择使用当地粤语方言进行交流。清远当地网民曾于2012年在网上发起联署要求当地电视广播的粤语节目应使用清远话而非标准粤语广播，而反对改联署的网民则认为“清远话土音浓，发声难听，说出去有些丢人”，同时认为清远话被廣州話同化是历史发展的必然。

#### 香港
香港原居民曾使用香港客家話、圍頭話、蜑家話、鶴佬話、平婆話、汀角話及東平洲話等多種方言，自語文統一後以多粵語广州话作通用語。而香港亦有閩語（閩都、閩南、潮州以及海陸豐）和客家（廣東客、福建客、江西客以及畲族）語系的移民。來自各省各民系以至粵語分支的香港人錯音現象很嚴重，新一代則出現懶音現象。很多學者都有更正錯讀、誤讀的行動，旨在引導年青人注意口語讀音及粵語字（本字）的寫法。
何文匯依據宋代漢字《廣韻》音和粵音的演變規律審定廣州音，提出的粵語正音學說，大量批評現時廣大粵語使用者的廣州音讀音，力推自己所列舉的正音讀法。此套讀音被香港傳媒及香港政府使用，並要香港學校教導正確粵語正音以免有說出懶音，尤其是香港兩大免費電視台ATV與TVB作和應支持支持下，從而影響香港年青人的粵語口音。
批评者认为，這套讀音依照演變規律推導而出，宋代时间过于久远，與現時廣州話差異極大，部分字音嚴重影響對方的理解，如「搶購」讀為「搶救」，成為其他粵語地區的人士的笑柄。王亭之及潘國森等人公开批评何文匯提出的所謂的「正讀」，並多次嘲諷何文匯及其徒弟，指其音實為「歪音」「邪音」，更有學者稱「正音運動」是「滅音運動」，並呼籲保護日常讀音。

## 語言介紹
- 漢語
- 漢語方言

## 用字介紹

### 方言字
- 粵語字
- 閩語字
- 南京官話字

### 拉丁化文字
- 福州话罗马字
- 闽南语白話字
- 客語白話字

## 注解
1. ↑  文化地理学导论
2. ↑  熊正辉、张振兴、中国社会科学院语言研究所、中国社会科学院民族学与人类学研究所、香港城市大学语言资讯科学研究中心. . 北京: 商務印書館. 2012. ISBN 978-7-100-07054-6 （简体中文）.
3. ↑  閩語：在漢族語言劃分下，一般分為：閩東片、莆仙片、閩南片、閩北片、閩中片、邵將片、雷州片、瓊文片，但在其它地方卻會被劃分為：閩東語、莆仙語、閩南語、閩北語、閩中語、瓊雷話。
4. ↑  陈辉. . 浙江大学学报：人文社会科学版. 2010  [2019-08-28]. （原始内容存档于2019-07-22） （中文（中国大陆））.
5. ↑  普通話中保留「咋」（怎麼）、「啥」（什麼）、「俺」（我）、「甭」（不用）、「孬」（怪）等的北方話方言字
6. ↑  例如一些少數民族人士在廣東犯案後，縱使證據確鑿，但由於語言不通，而無法懲辦，只能送回原地。
7. ↑  周有光在记者见面会上的发言，中国语言文字网记者 2006年3月22日
8. ↑  .   [2007-10-27]. （原始内容存档于2007-10-27）.
9. ↑  . 廣州日報. 2007年5月22日  [2012年7月23日]. （原始内容存档于2010年11月7日） （中文（中国大陆））. 广州是粤语方言的中心区，广州70%以上的家庭都讲方言，所以语言文字工作难度很大。为了啃下这块“硬骨头”，近年来，广州市语言文字工作启动了“六个一工程”。
10. ↑  根據中華人民共和國政府2004年的調查，大約18%的大陸人口在和家人溝通時會使用普通話，而在學習、工作或娛樂中使用普通話的則有42%："Greater numbers speak Mandarin （页面存档备份，存于）" ( "更多人說官話"), China Daily（《中國日報》）, 2004年12月26日
11. 1 2 3 4  南方日報，外地人要入鄉隨俗，先學本地話。
12. ↑  .   [2008-12-31]. （原始内容存档于2019-01-24）.
13. 1 2  . www.moe.gov.cn.   [2022-03-29]. （原始内容存档于2022-03-29）.
14. ↑  教育部办公厅. . www.gov.cn. 中华人民共和国中央人民政府国务院教育部. 2019-03-29  [2022-03-29]. （原始内容存档于2022-03-29） （中文）.
15. ↑  . www.moe.gov.cn.   [2022-03-29]. （原始内容存档于2022-03-29）.
16. ↑  .   [2019-07-21]. （原始内容存档于2022-04-09）.
17. ↑  .   [2019-02-17]. （原始内容存档于2019-02-18）.
18. ↑  .   [2018-10-29]. （原始内容存档于2018-10-30）.
19. 1 2  . 中国新闻网. 2014-02-27  [2014-03-02]. （原始内容存档于2015-09-23） （中文（中国大陆））.
20. ↑  上海社論報導，《上海人講上海話》
21. ↑  . 東方早報. 2012年6月18日  [2012年7月23日]. （原始内容存档于2012年6月21日） （中文（中国大陆））.
22. ↑  .   [2013-03-14]. （原始内容存档于2014-01-08）.
23. ↑  .   [2013-03-14]. （原始内容存档于2013-03-03）.
24. ↑  . 福州新聞網. 2025-04-09  [2025-04-09]. （原始内容存档于2025-04-09）.
25. ↑  . 福建教育微言. 2025-04-09  [2025-04-09]. （原始内容存档于2025-04-09）.
26. ↑  . news.sina.com.cn.   [2022-04-10]. （原始内容存档于2022-04-10）.
27. ↑  . www.wz5.com.   [2022-04-10].[]
28. ↑  . www.fzja.gov.cn.   [2022-04-10].
29. ↑  . www.sohu.com.   [2022-04-10] （英语）.[]
30. ↑  . 福州新聞網. 2020-04-19  [2020-04-24]. （原始内容存档于2020-04-24）.
31. ↑  . www.fjtv.net.   [2022-04-10].
32. ↑  ,   [2022-04-10], （原始内容存档于2022-04-10） （中文（中国大陆））
33. ↑  . nht.zingzeu.org.   [2022-04-10].
34. ↑  . 福州市教育局.   [2020-08-25]. （原始内容存档于2023-12-16）.
35. ↑  . 福建日報.   [2022-10-26]. （原始内容存档于2024-11-19）.
36. ↑  . www.fzja.gov.cn.   [2022-04-10].
37. ↑  . 福州新聞網. 2020-11-16  [2025-02-19]. （原始内容存档于2025-02-19）.
38. ↑  . 厦门网. 2010年3月8日  [2011年3月19日]. （原始内容存档于2014年8月31日） （中文（中国大陆））.
39. ↑  .   [2013-03-11]. （原始内容存档于2011-03-09）.
40. ↑  . 香港电台. 2010-07-07  [2012-04-25]. （原始内容存档于2010-11-27）.
41. ↑  . RFI. 2010-07-07  [2013-01-29]. （原始内容存档于2020-03-16）.
42. ↑  . 南方都市報. 2010-07-06  [2013-04-16]. （原始内容存档于2010-07-08）.
43. ↑  . 新華網. 2010年7月9日  [2012年7月23日]. （原始内容存档于2010年7月12日） （中文（中国大陆））.
44. ↑  前廣州電視台主持人陈揚评述道：“一边係（是）普通话，一边係方言，我係广州人，首先申明：普通话唔係（不是）方言嘅（的）敌人，同时希望推广普通话嘅人唔好（不要）将方言睇（看）成係敌人。”
45. ↑  . RFI. 2008-12-27  [2013-03-11]. （原始内容存档于2016-03-04）.
46. ↑  . 广州市文化广电旅游局. 2020-09-04  [2021-02-21]. （原始内容存档于2020-09-07）.
47. ↑  . 广东广播电视台. 2020-12-07  [2021-02-21]. （原始内容存档于2022-04-07）.
48. ↑  . 腾讯网. 2014-02-20  [2014-03-02]. （原始内容存档于2014-03-06）.
49. ↑  . 香港01. 2017-01-12  [2021-02-21]. （原始内容存档于2022-04-07）.
50. ↑  . 有线中国组. 2017-01-16.
51. ↑  . 羊城网.   [2021-03-19]. （原始内容存档于2021-03-03）.
52. ↑  . 新浪网. 2012-01-17  [2019-03-01]. （原始内容存档于2019-03-02）.
53. ↑  .   [2008-12-31]. （原始内容存档于2014-09-01）.
54. ↑  潘國森. . 次文化堂. ISBN 978-962-992-315-0 （中文（香港））.
55. ↑  石見田. .   [2020-09-28]. ISBN 978-988-8058-42-6. （原始内容存档于2013-06-14） （中文（香港））.